# Here Comes the Indian
Here Comes the Indian är Animal Collectives fjärde studioalbum. Det är det första av gruppens album där alla medlemmar medverkar och det första att släppas under gruppnamnet Animal Collective. 2020 återutgavs albumet med den nya titeln Ark.

## Låtlista
1. "Native Belle" – 3:52
2. "Hey Light" – 5:41
3. "Infant Dressing Table" – 8:35
4. "Panic" – 4:48
5. "Two Sails On a Sound" – 12:20
6. "Slippi" – 2:49
7. "Too Soon" – 6:27